# Melinaea strigilis
Melinaea strigilis är en fjärilsart som beskrevs av Gustav Weymer 1890. Melinaea strigilis ingår i släktet Melinaea och familjen praktfjärilar. Inga underarter finns listade i Catalogue of Life.